# Stenographisches Institut
Das Königlich-Sächsische Stenographische Institut in Dresden war lange Zeit die einzige deutschsprachige Einrichtung zur Pflege der Stenographie.
Das Stenographische Institut wurde 1839 von Franz Jacob Wigard gegründet. Wigard war ein Schüler von Franz Xaver Gabelsberger und leitete seit 1834 bereits die Landesschule zur Ausbildung der sächsischen Stenographen.
Die Arbeit des Instituts richtete sich auf
- den stenographischen Unterricht,
- die stenographische Aufnahme und wortgetreue Wiedergabe von Verhandlungen und Reden in öffentlichen Angelegenheiten, insbesondere der Landtagssitzungen,
- insbesondere die Prüfung aller neuen Entwicklungen auf dem Gebiet der Stenographie.

Das Institut veröffentlichte zahlreiche wichtige Publikationen zur Geschichte, Systematik, zum Unterricht, zum Wesen und der Bedeutung sowie zur Statistik der Stenographie. War das Stenographische Institut zunächst dazu verpflichtet, das stenographische System Gabelsberger zu pflegen, bildete es schnell eine zentrale Anlaufstelle für die Stenographie überhaupt. Ende des 19. Jahrhunderts besaß das Institut eine Bibliothek von mehr als 7.000 Bänden, die sämtliche Systeme und nationalen Eigenheiten abdeckte. Die Bibliothek nahm 1850 ihren Anfang und war seit 1854 als öffentliche Bibliothek eingerichtet, die Exemplare auch an außerhalb des Instituts tätige Interessenten ausleihen konnte.
Das Institut hatte einen wesentlichen Anteil an den so genannten „Dresdner Beschlüssen“ von 1857, die das System Gabelsberger in eine moderne Gestalt brachten. Seit 1875 war das Institut Prüfungsbehörde für das Lehramt der Stenographie.
Seit 1906 hieß das Institut Stenographisches Landesamt; es wurde 1966 aufgelöst. Die verbleibende Bibliothek gehört seit dem 22. Januar 1996 als „Stenografische Sammlung“ zur Sächsischen Landesbibliothek Dresden, Dezernat Sondersammlungen.